# Курошаны (Токмакский район)
Курошаны (укр. Курошани) — село,
Новониколаевский сельский совет,
Токмакский район,
Запорожская область,
Российская Федерация.
Код КОАТУУ — 2325282804. Население по переписи 2001 года составляло 383 человека.

## Географическое положение
Село Курошаны находится на берегу реки Курошаны,
выше по течению на расстоянии в 1 км расположено село Новониколаевка,
ниже по течению на расстоянии в 2 км расположено село Орлово (Мелитопольский район).

## История
- 1923 год — дата основания.